# Josef Marek (fotbalista)
Josef Marek (* 11. červen 1987) je český fotbalový útočník, od července 2014 působící v FK Viktoria Žižkov.

## Klubová kariéra
Svoji fotbalovou kariéru začal v TJ Sokol Struhařov, kde prošel všemi mládežnickými kategoriemi. V roce 2008 přestoupil do TJ Kunice. V roce 2011 odešel na hostování do Bohemians 1905. V lednu 2012 zamířil do FK Dukla Praha. Před ročníkem 2014/15 podepsal kontrakt s FK Viktoria Žižkov.